# Masahiro Hamazaki
Masahiro Hamazaki (浜崎 昌弘 Hamazaki Masahiro?,  14 de marzo de 1940 en Osaka - 10 de octubre de 2011 en Fukuoka) fue un futbolista japonés que se desempeñaba como guardameta.
En 1966, Hamazaki jugó 2 veces para la selección de fútbol de Japón. Hamazaki fue elegido para integrar la selección nacional de Japón para los Juegos Olímpicos de Verano de 1968.

## Trayectoria

### Clubes
| Club         | País  | Año         |
| ------------ | ----- | ----------- |
| Nippon Steel | Japón | ???? - 1972 |

### Selección nacional
| Selección | País  | Año  |
| --------- | ----- | ---- |
| Absoluta  | Japón | 1966 |

## Estadística de equipo nacional
| Selección de Japón | Selección de Japón | Selección de Japón |
| Año                | Part.              | Goles              |
| ------------------ | ------------------ | ------------------ |
| 1966               | 2                  | 0                  |
| Total              | 2                  | 0                  |